# Levi Béreg
Levi Béreg (en rus: Левый Берег) és un poble (un possiólok) de l'óblast de Lípetsk, a Rússia, que el 2011 tenia 73 habitants. Pertany al districte rural d'Úsman.